# Zulkarnain Kurniawan
Zulkarnain Kurniawan (* 1923; † 9. Juni 2004 in Surabaya) war ein indonesischer Badmintonspieler, -trainer und -funktionär.

## Karriere
Zulkarnain Kurniawan war 1951 Gründungsmitglied des indonesischen nationalen Badmintonverbandes Persatuan Bulutangkis Seluruh Indonesia. 1964 gründete er den Klub PB Surya Naga. Als Trainer führte er zwei seiner Kinder, Rudy Hartono und Utami Dewi, in die Badminton-Weltklasse. Am 9. Juni 2004 verstarb er 81-jährig in Surabaya.